# بادولاتو
بادولاتو (بالإيطالية: Badolato)‏ هي بلدة وكومونا في مقاطعة قطنصار بمنطقة قلورية، جنوب إيطاليا. اعتبارًا من عام 2013 وصل عدد سكانها إلي3152 نسمة.